# Parque Cristal
Parque Cristal es una edificación de oficinas y recreación ubicado en la Avenida Francisco de Miranda ubicada frente al Parque del Este en Caracas, Venezuela. El proyecto estuvo a cargo del arquitecto Jimmy Alcock. Fue inaugurado en 1986, debido a su estructura en forma de cubo formada por acero y concreto y su fachada acristalada es considerado como una de las construcciones más hermosas de la ciudad. En el año 1987 ganó el Premio Metropolitano de Arquitectura. Se le considera unos de los patrimonios culturales construidos del municipio Chacao 

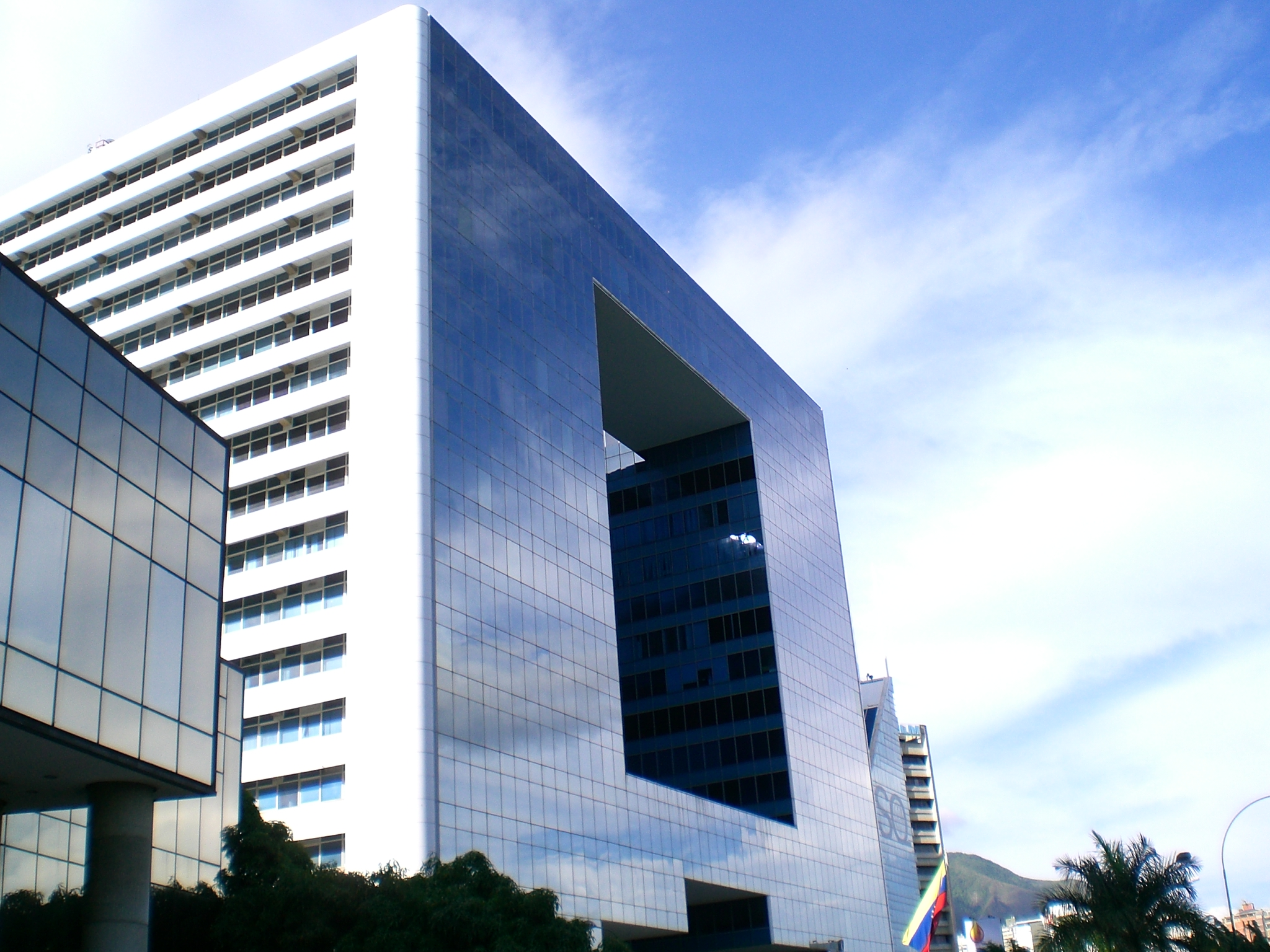
Vista del exterior

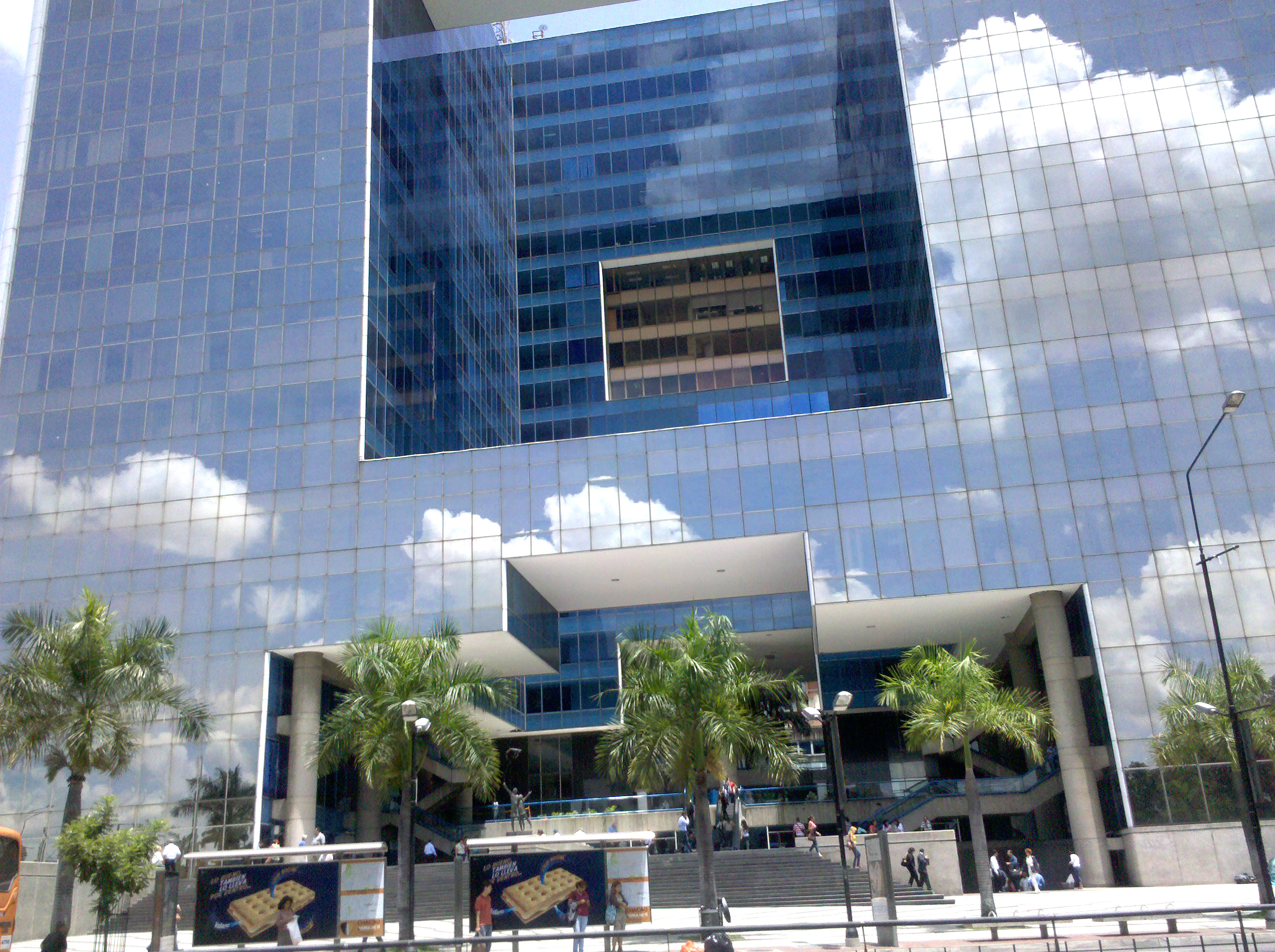
Entrada principal

## Características
La edificación consta de 17 pisos para un total de 103 metros de altura y con forma de cubo con un gran espacio que sirve de atrio, destacan sus fachadas cubiertas totalmente de cristales, el edificio copa toda una manzana y posee en sus instalaciones pasajes, plaza y una estación de servicios automotriz. Otros de sus atractivos son sus pisos de mosaicos que son obra de artista plástico  Nedo.

## Galería

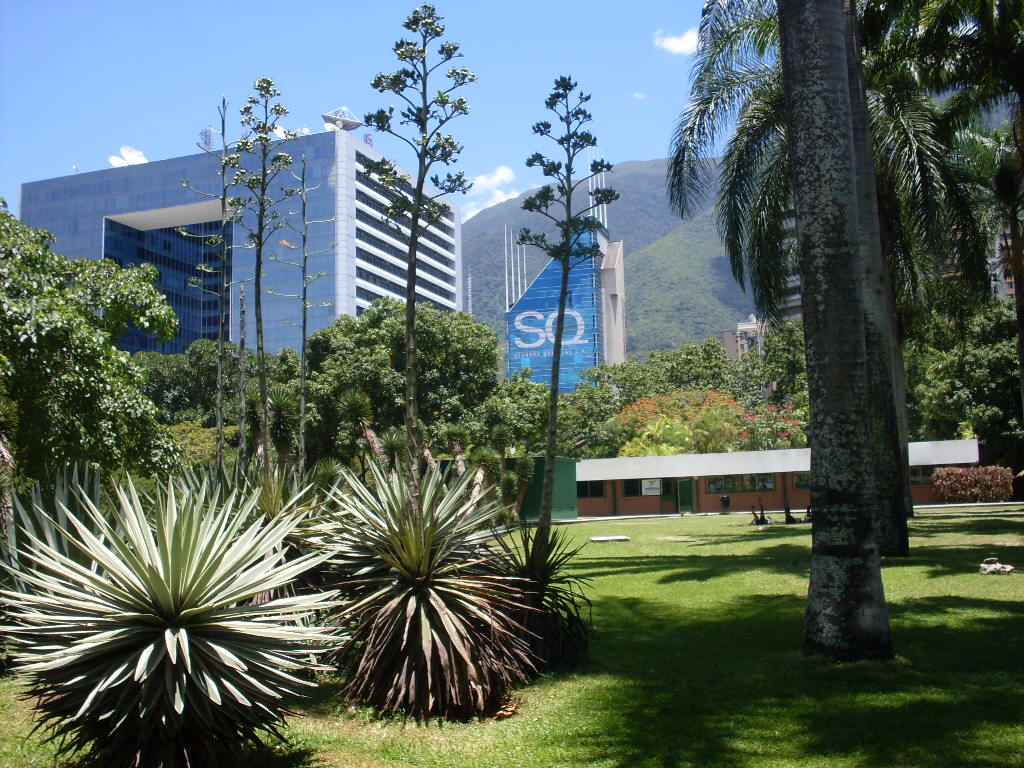
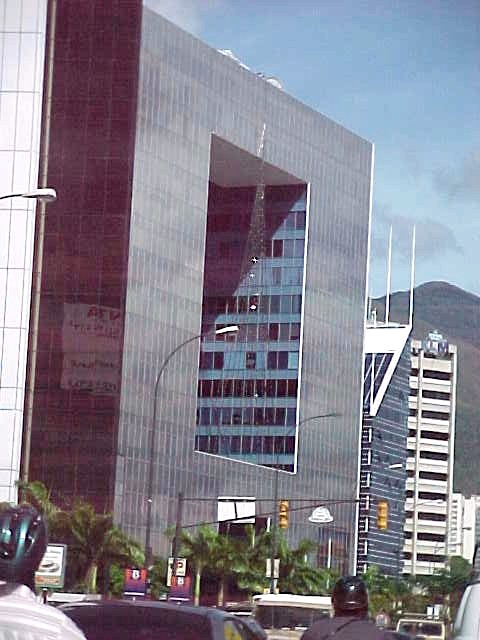
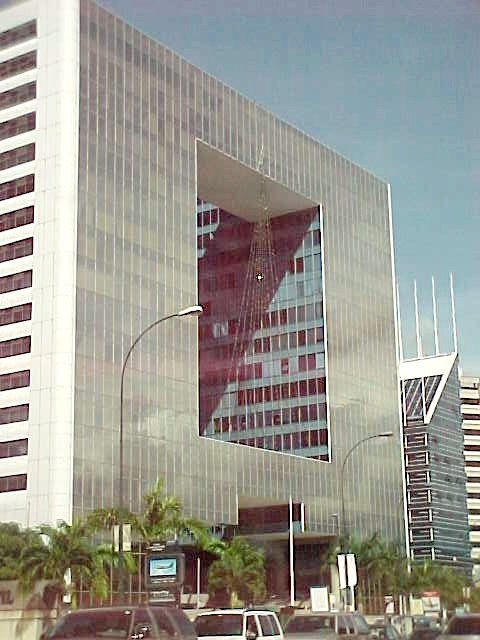
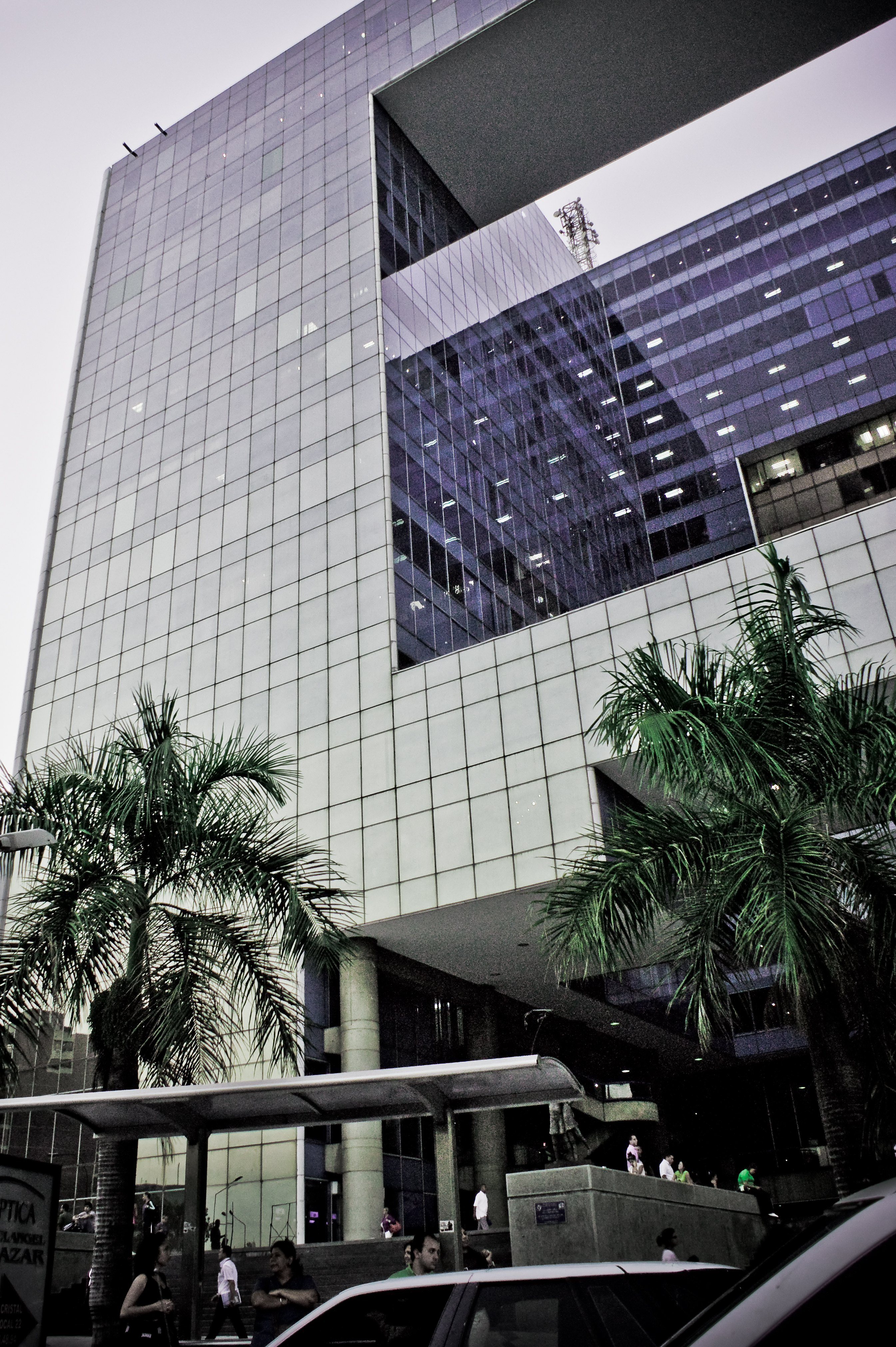
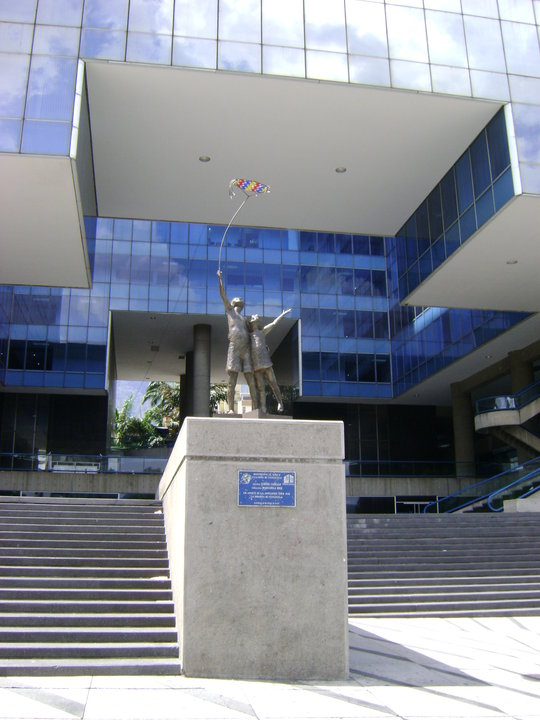
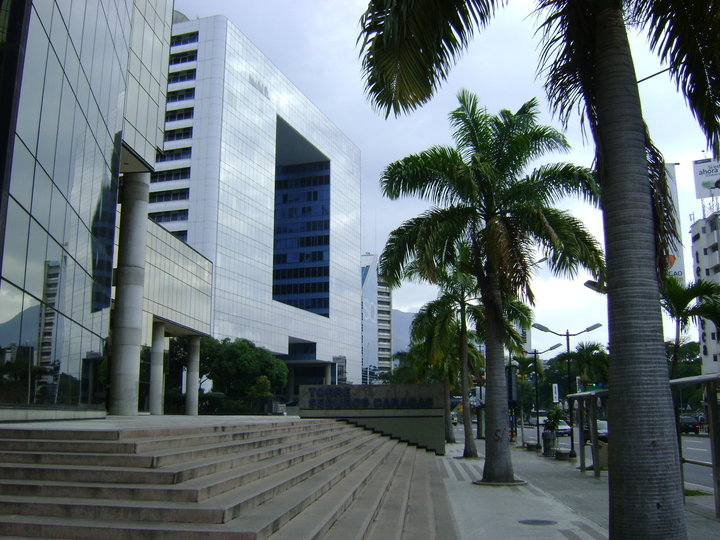
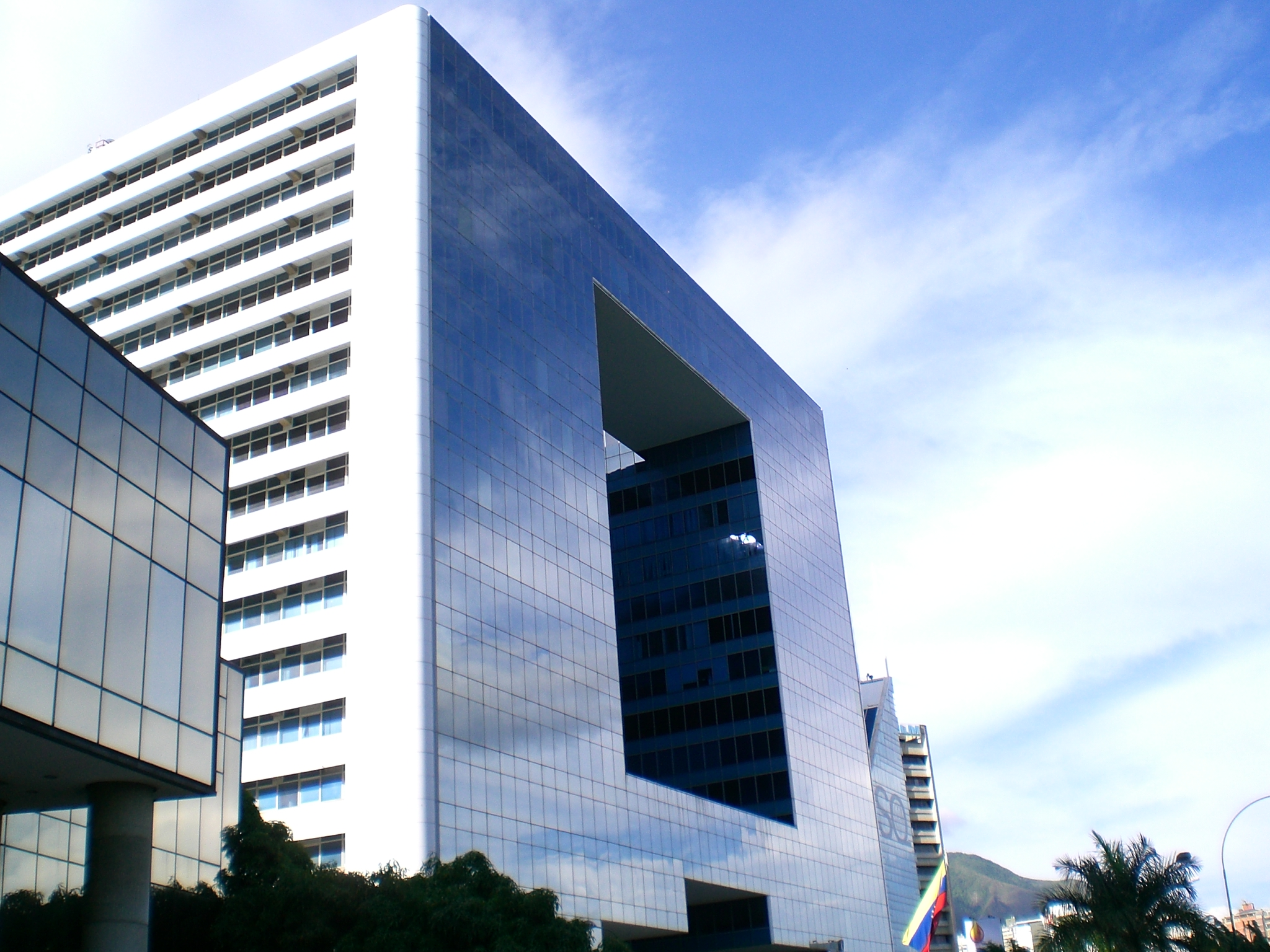
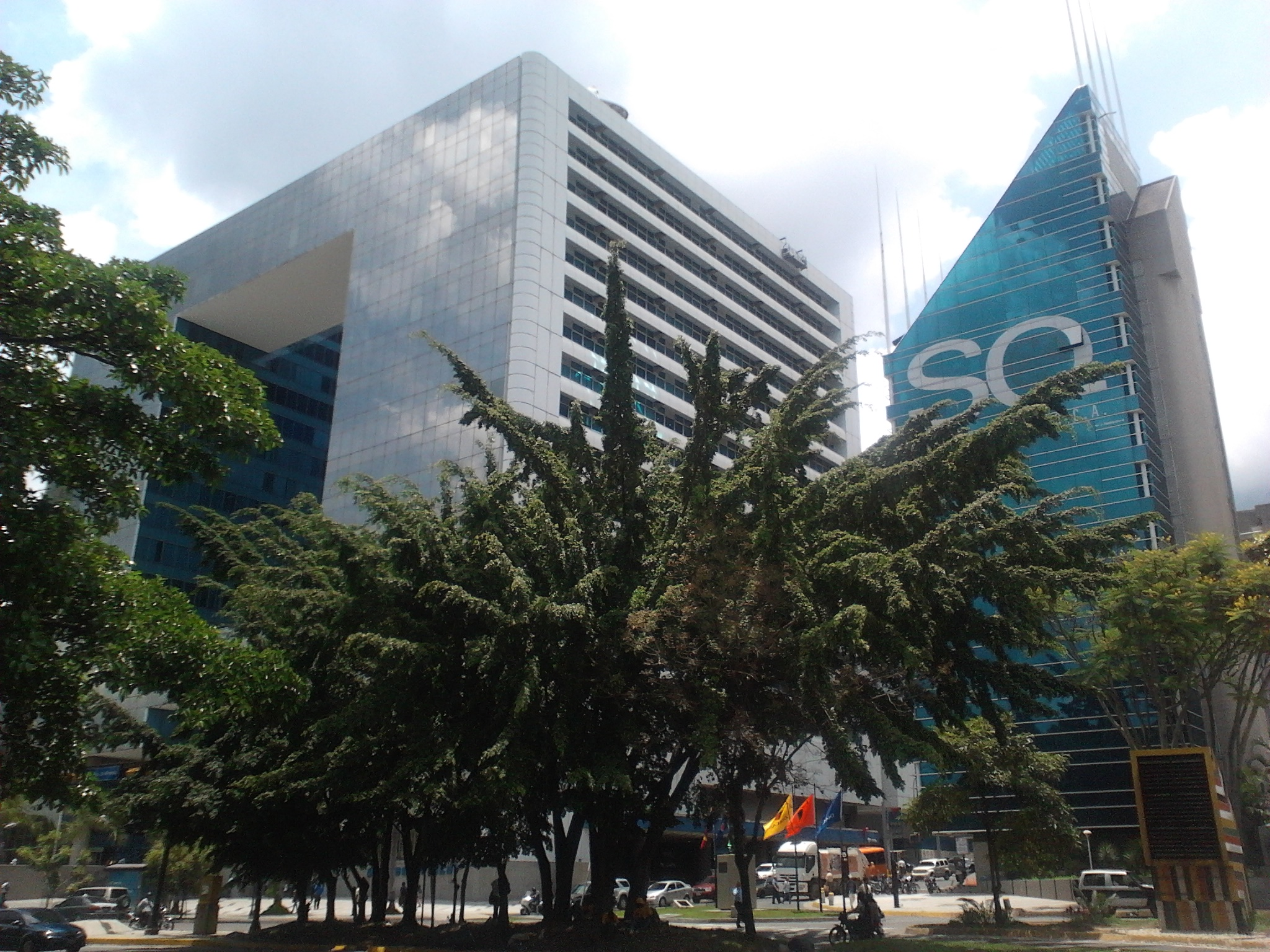